# Gran Premio de Tailandia de Motociclismo de 2024
El Gran Premio de Tailandia de Motociclismo de 2024 (oficialmente: PT Grand Prix of Thailand) fue la decimoctava prueba del Campeonato del Mundo de Motociclismo de 2024. Tuvo lugar en el fin de semana del 25 al 27 de octubre de 2024 en el Circuito Internacional de Chang que está situado en la localidad de Buriram, Isan, Tailandia.
La carrera al sprint de MotoGP fue ganada por Enea Bastianini, seguido de  Jorge Martín y Francesco Bagnaia.
La carrera de MotoGP fue ganada por Francesco Bagnaia, seguido de Jorge Martín y Pedro Acosta. Aron Canet fue el ganador de la prueba de Moto2, por delante de Ai Ogura y Marcos Ramírez. La carrera de Moto3 fue ganada por David Alonso, Luca Lunetta fue segundo y Collin Veijer tercero.

## Resultados

### Resultados MotoGP

#### Carrera al sprint
| Pos.    | N.º | Piloto                | Equipo                            | Constructor | Vueltas | Tiempo    | Parrilla | Puntos |
| ------- | --- | --------------------- | --------------------------------- | ----------- | ------- | --------- | -------- | ------ |
| 1       | 23  | Enea Bastianini       | Ducati Lenovo Team                | Ducati      | 13      | 19:31.131 | 2        | 12     |
| 2       | 89  | Jorge Martín          | Prima Pramac Racing               | Ducati      | 13      | +1.357    | 3        | 9      |
| 3       | 1   | Francesco Bagnaia     | Ducati Lenovo Team                | Ducati      | 13      | +2.372    | 1        | 7      |
| 4       | 93  | Marc Márquez          | Gresini Racing MotoGP             | Ducati      | 13      | +5.402    | 5        | 6      |
| 5       | 73  | Álex Márquez          | Gresini Racing MotoGP             | Ducati      | 13      | +10.140   | 9        | 5      |
| 6       | 21  | Franco Morbidelli     | Prima Pramac Racing               | Ducati      | 13      | +11.087   | 11       | 4      |
| 7       | 72  | Marco Bezzecchi       | Pertamina VR46 Racing Team        | Ducati      | 13      | +11.538   | 4        | 3      |
| 8       | 49  | Fabio Di Giannantonio | Pertamina Enduro VR46 Racing Team | Ducati      | 13      | +11.680   | 8        | 2      |
| 9       | 33  | Brad Binder           | Red Bull KTM Factory Racing       | KTM         | 13      | +13.692   | 13       | 1      |
| 10      | 20  | Fabio Quartararo      | Monster Energy Yamaha MotoGP      | Yamaha      | 13      | +14.483   | 6        |        |
| 11      | 43  | Jack Miller           | Red Bull KTM Factory Racing       | KTM         | 13      | +18.397   | 15       |        |
| 12      | 5   | Johann Zarco          | LCR Honda Castrol                 | Honda       | 13      | +18.544   | 12       |        |
| 13      | 36  | Joan Mir              | Repsol Honda Team                 | Honda       | 13      | +19.265   | 19       |        |
| 14      | 25  | Raúl Fernández        | Trackhouse Racing MotoGP          | Aprilia     | 13      | +19.688   | 20       |        |
| 15      | 41  | Aleix Espargaró       | Aprilia Racing                    | Aprilia     | 13      | +19.988   | 14       |        |
| 16      | 37  | Augusto Fernández     | Red Bull GASGAS Tech3             | KTM         | 13      | +21.298   | 16       |        |
| 17      | 42  | Álex Rins             | Monster Energy Yamaha MotoGP      | Yamaha      | 13      | +21.413   | 17       |        |
| 18      | 30  | Takaaki Nakagami      | LCR Honda Idemitsu                | Honda       | 13      | +23.400   | 18       |        |
| 19      | 10  | Luca Marini           | Repsol Honda Team                 | Honda       | 13      | +23.979   | 21       |        |
| 20      | 12  | Maverick Viñales      | Aprilia Racing                    | Aprilia     | 13      | +29.474   | 10       |        |
| 21      | 32  | Lorenzo Savadori      | Trackhouse Racing MotoGP          | Aprilia     | 13      | +39.389   | 22       |        |
| Ret     | 31  | Pedro Acosta          | Red Bull GASGAS Tech3             | KTM         | 10      | Caída     | 7        |        |
| Fuente: |     |                       |                                   |             |         |           |          |        |

#### Carrera larga
| Pos.    | N.º | Piloto                | Equipo                            | Constructor | Vueltas | Tiempo    | Parrilla | Puntos |
| ------- | --- | --------------------- | --------------------------------- | ----------- | ------- | --------- | -------- | ------ |
| 1       | 1   | Francesco Bagnaia     | Ducati Lenovo Team                | Ducati      | 26      | 43:38.108 | 1        | 25     |
| 2       | 89  | Jorge Martín          | Prima Pramac Racing               | Ducati      | 26      | +2.905    | 3        | 20     |
| 3       | 31  | Pedro Acosta          | Red Bull GASGAS Tech3             | KTM         | 26      | +3.800    | 7        | 16     |
| 4       | 49  | Fabio Di Giannantonio | Pertamina Enduro VR46 Racing Team | Ducati      | 26      | +4.636    | 8        | 13     |
| 5       | 43  | Jack Miller           | Red Bull KTM Factory Racing       | KTM         | 26      | +5.532    | 15       | 11     |
| 6       | 33  | Brad Binder           | Red Bull KTM Factory Racing       | KTM         | 26      | +5.898    | 13       | 10     |
| 7       | 12  | Maverick Viñales      | Aprilia Racing                    | Aprilia     | 26      | +8.498    | 10       | 9      |
| 8       | 5   | Johann Zarco          | LCR Honda Castrol                 | Honda       | 26      | +17.672   | 12       | 8      |
| 9       | 41  | Aleix Espargaró       | Aprilia Racing                    | Aprilia     | 26      | +18.588   | 14       | 7      |
| 10      | 73  | Álex Márquez          | Gresini Racing MotoGP             | Ducati      | 26      | +21.163   | 9        | 6      |
| 11      | 10  | Luca Marini           | Repsol Honda Team                 | Honda       | 26      | +22.859   | 21       | 5      |
| 12      | 93  | Marc Márquez          | Gresini Racing MotoGP             | Ducati      | 26      | +22.251   | 5        | 4      |
| 13      | 30  | Takaaki Nakagami      | LCR Honda Idemitsu                | Honda       | 26      | +24.531   | 18       | 3      |
| 14      | 23  | Enea Bastianini       | Ducati Lenovo Team                | Ducati      | 26      | +27.090   | 2        | 2      |
| 15      | 36  | Joan Mir              | Repsol Honda Team                 | Honda       | 26      | +30.870   | 19       | 1      |
| 16      | 20  | Fabio Quartararo      | Monster Energy Yamaha MotoGP      | Yamaha      | 26      | +50.021   | 6        |        |
| Ret     | 37  | Augusto Fernández     | Red Bull GASGAS Tech3             | KTM         | 23      | Caída     | 16       |        |
| Ret     | 42  | Álex Rins             | Monster Energy Yamaha MotoGP      | Yamaha      | 22      | Caída     | 17       |        |
| Ret     | 32  | Lorenzo Savadori      | Trackhouse Racing MotoGP          | Aprilia     | 16      | Caída     | 22       |        |
| Ret     | 21  | Franco Morbidelli     | Prima Pramac Racing               | Ducati      | 7       | Caída     | 11       |        |
| Ret     | 25  | Raúl Fernández        | Trackhouse Racing MotoGP          | Aprilia     | 6       | Caída     | 20       |        |
| Ret     | 72  | Marco Bezzecchi       | Pertamina VR46 Racing Team        | Ducati      | 3       | Caída     | 4        |        |
| Fuente: |     |                       |                                   |             |         |           |          |        |

### Resultados Moto2
| Pos.    | N.º | Piloto                  | Constructor | Vueltas | Tiempo     | Parrilla | Puntos |
| ------- | --- | ----------------------- | ----------- | ------- | ---------- | -------- | ------ |
| 1       | 44  | Arón Canet              | Kalex       | 20      | 32:02.751  | 2        | 25     |
| 2       | 79  | Ai Ogura                | Boscoscuro  | 20      | +3.684     | 1        | 20     |
| 3       | 24  | Marcos Ramírez          | Kalex       | 20      | +4.683     | 4        | 16     |
| 4       | 35  | Somkiat Chantra         | Kalex       | 20      | +5.799     | 13       | 13     |
| 5       | 10  | Diogo Moreira           | Kalex       | 20      | +6.172     | 3        | 11     |
| 6       | 28  | Izan Guevara            | Kalex       | 20      | +6.405     | 18       | 10     |
| 7       | 96  | Jake Dixon              | Kalex       | 20      | +6.909     | 11       | 9      |
| 8       | 75  | Albert Arenas           | Kalex       | 20      | +7.404     | 6        | 8      |
| 9       | 18  | Manuel González         | Kalex       | 19      | + 1 vuelta | 10       | 7      |
| 10      | 53  | Deniz Öncü              | Kalex       | 19      | + 1 vuelta | 15       | 6      |
| 11      | 21  | Alonso López            | Boscoscuro  | 19      | + 1 vuelta | 14       | 5      |
| 12      | 3   | Sergio García           | Boscoscuro  | 19      | + 1 vuelta | 9        | 4      |
| 13      | 22  | Ayumu Sasaki            | Kalex       | 19      | + 1 vuelta | 12       | 3      |
| 14      | 12  | Filip Salač             | Kalex       | 19      | + 1 vuelta | 5        | 2      |
| 15      | 9   | Jorge Navarro           | Kalex       | 19      | + 1 vuelta | 19       | 1      |
| 16      | 34  | Mario Aji               | Kalex       | 19      | + 1 vuelta | 22       |        |
| 17      | 5   | Jaume Masiá             | Kalex       | 19      | + 1 vuelta | 23       |        |
| 18      | 71  | Dennis Foggia           | Kalex       | 19      | + 1 vuelta | 17       |        |
| 19      | 84  | Zonta van den Goorbergh | Kalex       | 19      | + 1 vuelta | 29       |        |
| 20      | 20  | Xavier Cardelús         | Kalex       | 19      | + 1 vuelta | 24       |        |
| 21      | 43  | Xavier Artigas          | Forward     | 19      | + 1 vuelta | 28       |        |
| 22      | 29  | Harrison Voight         | Kalex       | 19      | + 1 vuelta | 27       |        |
| Ret     | 52  | Jeremy Alcoba           | Kalex       | 19      | Caída      | 21       |        |
| Ret     | 11  | Álex Escrig             | Forward     | 16      | Caída      | 26       |        |
| Ret     | 15  | Darryn Binder           | Kalex       | 7       | Caída      | 16       |        |
| Ret     | 7   | Barry Baltus            | Kalex       | 7       | Caída      | 25       |        |
| Ret     | 81  | Senna Agius             | Kalex       | 6       | Caída      | 20       |        |
| Ret     | 14  | Tony Arbolino           | Kalex       | 0       | Caída      | 7        |        |
| Ret     | 54  | Fermín Aldeguer         | Boscoscuro  | 0       | Caída      | 8        |        |
| 1. 2.   |     |                         |             |         |            |          |        |
| Fuente: |     |                         |             |         |            |          |        |

### Resultados Moto3
| Pos.    | N.º | Piloto             | Constructor | Vueltas | Tiempo    | Parrilla | Puntos |
| ------- | --- | ------------------ | ----------- | ------- | --------- | -------- | ------ |
| 1       | 80  | David Alonso       | CFMoto      | 12      | 20:29.345 | 5        | 25     |
| 2       | 58  | Luca Lunetta       | Honda       | 12      | +0.353    | 10       | 20     |
| 3       | 95  | Collin Veijer      | Husqvarna   | 12      | +0.522    | 2        | 16     |
| 4       | 48  | Iván Ortolá        | KTM         | 12      | +0.936    | 9        | 13     |
| 5       | 72  | Taiyo Furusato     | Honda       | 12      | +1.683    | 4        | 11     |
| 6       | 64  | David Muñoz        | KTM         | 12      | +2.492    | 17       | 10     |
| 7       | 66  | Joel Kelso         | KTM         | 12      | +2.806    | 1        | 9      |
| 8       | 19  | Scott Ogden        | Honda       | 12      | +5.022    | 6        | 8      |
| 9       | 82  | Stefano Nepa       | KTM         | 12      | +7.641    | 14       | 7      |
| 10      | 24  | Tatsuki Suzuki     | Husqvarna   | 12      | +8.308    | 20       | 6      |
| 11      | 6   | Ryusei Yamanaka    | KTM         | 12      | +9.040    | 12       | 5      |
| 12      | 96  | Daniel Holgado     | Gas Gas     | 12      | +11.640   | 7        | 4      |
| 13      | 54  | Riccardo Rossi     | KTM         | 12      | +11.697   | 24       | 3      |
| 14      | 7   | Filippo Farioli    | Honda       | 12      | +14.989   | 15       | 2      |
| 15      | 12  | Jacob Roulstone    | Gas Gas     | 12      | +17.090   | 19       | 1      |
| 16      | 99  | José Antonio Rueda | KTM         | 12      | +16.945   | 16       |        |
| 17      | 5   | Tatchakorn Buasri  | Honda       | 12      | +17.626   | 25       |        |
| 18      | 85  | Xabier Zurutuza    | KTM         | 12      | +19.439   | 21       |        |
| 19      | 10  | Nicola Carraro     | KTM         | 12      | +19.191   | 23       |        |
| 20      | 22  | David Almansa      | Honda       | 12      | +19.244   | 8        |        |
| 21      | 18  | Matteo Bertelle    | Honda       | 12      | +19.667   | 13       |        |
| 22      | 31  | Adrián Fernández   | Honda       | 12      | +43.606   | 11       |        |
| 23      | 55  | Noah Dettwiler     | KTM         | 12      | +43.672   | 26       |        |
| Ret     | 36  | Ángel Piqueras     | Honda       | 10      | Caída     | 3        |        |
| Ret     | 78  | Joel Esteban       | CFMoto      | 9       | Caída     | 18       |        |
| Ret     | 8   | Eddie O’Shea       | Honda       | 9       | Caída     | 22       |        |
| 1.      |     |                    |             |         |           |          |        |
| Fuente: |     |                    |             |         |           |          |        |